# 14006 Sakamotofumio
14006 Sakamotofumio è un asteroide della fascia principale. Scoperto nel 1993, presenta un'orbita caratterizzata da un semiasse maggiore pari a 2,719668 UA e da un'eccentricità di 0,180250, inclinata di 8,598703° rispetto all'eclittica. Ha un diametro di 11,428 km e un'albedo di 0,094.
L'asteroide è dedicato al ricercatore giapponese Fumio Sakamoto.